# Mesene nigrocinctus
Mesene nigrocinctus är en fjärilsart som beskrevs av Jan Sepp 1852. Mesene nigrocinctus ingår i släktet Mesene och familjen Riodinidae. Inga underarter finns listade i Catalogue of Life.